# Gatesjö (Gunnarsjö socken, Västergötland)
Gatesjö är en sjö i Varbergs kommun i Västergötland och ingår i Viskans huvudavrinningsområde.